# 黄長石霞石玄武岩
黄長石霞石玄武岩（おうちょうせきかすみいしげんぶがん、melilite nepheline basalt）は、黄長石と霞石を含む、黒色から暗灰色の緻密なアルカリ玄武岩である。

## 概要
黄長石と霞石が共存することは世界的にも珍しく、日本国内では島根県浜田市の長浜町及び熱田町、内田町でのみ産出する。1966年5月31日、3か所の露頭が島根県指定文化財および島根県天然記念物に指定された。この露頭は新生代第三紀（600万年前）に噴出したものであり、多くの沸石の晶洞が見られ、その中に岩漿水を含むことがある。
長年、この岩石の中に含まれる水の一部は、噴出したときの海水を取り込んだものであるといわれており、2007年に岩石中から当時の海水が発見された。

## 用途
この地方では太平洋戦争中に、霞石がガラスの透明度を上げるとして、霞石を採掘していたこともあった。また、岩石のアルカリ度が高いため、岩石から徐々にカリウムなどのミネラルが溶け出し、土壌に金属分を補給する作用がある。そのため、畑の石垣に使われたりする。しかし、磁鉄鉱に由来する鉄分によって地下水が赤くなることもある。